# Raymond Passello
Raymond Passello (Genf, 1905. január 12. – Genf, 1987. március 16.) svájci labdarúgócsatár.